# Ressonância de Feshbach
No campo da física, uma ressonância de Feshbach, em homenagem a Herman Feshbach, é uma característica de sistemas de muitos corpos em que um estado ligado é alcançado se o acoplamento (s) entre pelo menos um grau interno de liberdade e as coordenadas de reação, que leva à dissociação, desaparecer. A situação oposta, quando um estado ligado não é formado, é uma forma  de ressonância. Ressonâncias de Feshbach tornaram-se importantes no estudo dos sistemas de átomos frios, como gases de Fermi, bem como os condensados de Bose-Einstein (BECs). No contexto de processos de espalhamento  em sistemas de muitos corpos, a ressonância de Feshbach ocorre quando a energia de um estado ligado de uma potencial interatômico é igual à energia cinética da colisão de dois átomos, que tem estrutura hiperfina acoplado através de Coulomb ou interações de troca. Em configurações experimentais, a ressonância de Feshbach fornece uma maneira de variar a força de interação entre os átomos na nuvem, mudando comprimento de espalhamento, asc, de colisões elásticas. Para as espécies atômicas que possuem estas ressonâncias (como K39 e K40 ), é possível variar a força da interação através da aplicação de um campo magnético uniforme. Entre muitos usos, esta ferramenta tem servido para explorar a região do  BEC (de moléculas fermiônicas) à [teoria [BCS | BCS]] (da interação fraca pares de férmions) de transição nas núvens de Fermi. Para os BECs, ressonâncias de Feshbach têm sido usadas para estudar um espectro de sistemas de gases de Bose ideais não interagindo para o regime de interações unitário. 

## Introdução
Considere um evento de espalhamento quântico geral entre duas partículas. Nesta reação, há duas partículas reagentes indicadas por A e B, e duas partículas de produto indicadas por A'e B'. Para o caso de uma reação (tal como uma reação nuclear), podemos representar este evento de espalhamento por
{\displaystyle A+B\rightarrow A'+B'} ou {\displaystyle A(B,B')A'}.
A combinação das espécies e estados quânticos das duas partículas reagentes antes ou depois do evento de espalhamento é referido como um canal de reação. Especificamente, as espécies e os estados de  A  e  B  constituem o  canal de entrada , enquanto que os tipos e estados de  A'  e  B'  constituem o  canal de saída . Um canal de reação enérgica acessível é referida como um  canal aberto , enquanto um canal de reação proibido por conservação de energia é referido como um  canal fechado. 

## Ressonâncias de Feshbach magneticamente sintonizáveis
Uma excelente ferramenta para o controle da interação entre os átomos em gases ultrafrios são as ressonâncias de Feshbach magneticamente sintonizáveis. Em sua maioria, as propriedades fundamentais dos condensados de Bose-Einstein (BEC), tais como sua forma, suas flutuações, a formação de vórtices, são determinados pela força das interações atômicas. A energia de interação em uma nuvem de átomos, a baixas temperaturas,  é proporcional a sua densidade e também a um parâmetro atômico a conhecido como comprimento de espalhamento que influencia na dinâmica das colisões, a pode ser positivo ou negativo dependendo se a interação entre os átomos é atrativa ou repulsiva, se a > 0 a interação entre os átomos é repulsiva e o condensado é mais estável, se a < 0 temos a situação oposta.
Espécies atômicas como 87Rb e 23Na apresentam propriedades colisionais favoráveis para a obtenção de BEC sem a necessidade de variações externas em suas interações. Porém, existem casos onde o comprimento de espalhamento não é favorável para a obtenção de um BEC. Nestes casos, a ressonância de Feshback é uma boa solução para a obtenção destes condensados. As espécies atômicas 85Rb, 39K e 133Cs são exemplos de alguns desses casos.
Para se ter um bom condensado, é preciso que o comprimento de espalhamento a tenha valores positivos, caso contrário os condensados sofrem colapsos. Além de positivo, a não deve ser muito grande para evitar decaimento rápido por colisões de 3 corpos. Por outro lado, também não pode ser muito pequeno, pois o resfriamento evaporativo não será suficiente. Um bom valor de comprimento de espalhamento está não muito abaixo de dezenas nem muito acima de centenas de vezes o raio de Bohr a0 . Foi visto na espécie atômica 7Li, o qual tem um comprimento de espalhamento negativo a=-27a0, que o condensado obtido apresentava apenas algumas centenas de átomos . Mais tarde, utilizando novamente o 7Li, Khaykovich et al. fizeram uso das ressonâncias de Feshbach magneticamente sintonizáveis para alterar o comprimento de espalhamento para valores positivos,a=+40a0 e a=+200a0, e dessa forma foi obtido um condensado com cerca de 3×105 átomos.
Para um melhor intendimento de como funciona as ressonâncias de Feshbach magneticamente sintonizáveis, considere duas curvas de potenciais Vbg (linha azul) e Vc (linha vermelha), como mostrado na Figura 1. Aqui Vbg(R) representa a curva de potencial de fundo (background) e Vc(R) a curva de potencial de um canal fechado (closed).

Figura 1: Modelo de dois canais para a ressonância de Feshbach. A ressonância ocorre quando a energia relativa entre a colisão de dois átomos amplamente espaçados acopla com a energia de ligação do estado molecular Ec suportado pelo canal fechado. No domínio de átomos frios a ressonância acontece próximo da energia zero E = 0, e pode ser controlada pela aplicação de um campo magnético intenso.

Para grandes distâncias internucleares R, a curva do potencial de espalhamento Vbg conecta assintoticamente o estado dos dois átomos livres,no regime de átomos frios. Em um processo de colisão, com uma pequena energia cinética E, este potencial representa um potencial aberto. O outro potencial Vc, representa um canal fechado, e descreve os níveis de energia dos estados moleculares. O efeito da  ressonância de Feshback irá ocorrer quando a energia do estado ligado no canal fechado se aproximar da energia de espalhamento dos átomos não interagentes no canal aberto E. Aplicando um campo magnético externo, podemos controlar essa diferença na energia. Para isso basta que os momentos magnéticos nos dois canais sejam diferentes. Assim, para a colisão de ondas s, podemos escrever a amplitude de espalhamento a em função do campo magnético aplicado B da seguinte forma
{\displaystyle a(B)=a_{bg}\left(1-{\frac {\Delta }{B-B_{0}}}\right)}
Na Figura 2 é apresentada o gráfico da expressão acima. O comprimento de espalhamento de fundo {\displaystyle a_{bg}}, que está associado a curva de potencial de fundo {\displaystyle V_{bg}}, representa seu valor distante da zona de ressonância. O valor para o qual o comprimento de espalhamento diverge, {\displaystyle B_{0}}, representa o valor do campo magnético na ressonância, e o parâmetro  {\displaystyle \Delta } é conhecido como largura de ressonância.

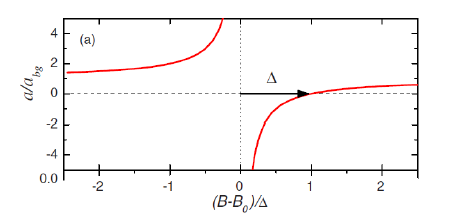
Figura 2: Propriedades da ressonância de Feshbach. O comprimento de espalhamento varia com a variação do campo magnético.

Se a magnitude do campo aplicado B é sintonizada próximo a {\displaystyle B_{0}}, o qual é seu valor de ressonância, ocorre então como visto na Figura 2, a divergência do comprimento de espalhamento nos dois sentidos, negativo e positivo. No sentindo em que o comprimento de espalhamento a é muito grande e positivo, a interação atômica aumenta significativamente e então inicia-se o processo de formação de moléculas. Desta forma, neste caso é possível estudar o sistema como um meio fortemente correlacionado. Por outro lado, quando a é negativo, a interação atômica praticamente desaparece. Assim, neste caso é possível estudar o sistema como um meio não interagente. De forma resumida, com a aplicação desse campo magnético sintonizável é possível ligar e desligar a interação atômica em um regime de baixa temperatura.

___________________________________________________________________________________________________________________________________________________________________________
1. ↑  Chin, C., Grimm, R., Julienne, P., and Tiesinga, E. Feshbach resonances in ultracold gases. Rev. Mod. Phys. 82, 1225-1286 (2010).
2. ↑  Bjradley, C. C., Sackett, C. A. and Hulet, R. G. Bose- Einstein condensation of lithium: Observation of limited con- densate number. Phys. Rev. Lett. 78, 985-989 (1997).
3. ↑  Khaykovich, L., Schrech, F., Ferrari, G., Bourdel, T., Cubi- zolles, J., Carr, L. D., Castin, Y. and Salomon, C. Forma- tion of a matter-wave bright soliton. Science 296, 1290-1293 (2002).
4. ↑  Moerdijk, A. J., B. J. Verhaar, and A. Axelsson. ”Resonances in ultracold collisions of Li 6, Li 7, and Na 23.”Physical Review A 51.6 (1995): 4852.